# Dozjivjom do ponedelnika
Dozjivjom do ponedelnika (russisk: Доживём до понедельника) er en sovjetisk spillefilm fra 1968 af Stanislav Rostotskij.

## Medvirkende
- Vjatjeslav Tikhonov som Ilja Semjonovitj Melnikov
- Irina Petjernikova som Natalja Sergejevna Gorelova
- Nina Mensjikova som Svetlana Mikhajlovna
- Mikhail Zimin som Nikolaj Borisovitj
- Nadir Malishevskij